# Volta a Suïssa 2015
La Volta a Suïssa 2015 va ser la 79a edició de la Volta a Suïssa, una competició ciclista per etapes que es disputà per les carreteres de Suïssa i Àustria entre el 13 i el 21 de juny de 2015. El seu recorregut es va distribuir en 9 etapes, amb inici a Risch-Rotkreuz, amb una contrarellotge individual, i final a Berna, amb una altra. La cursa era la dissetena prova de l'UCI World Tour 2015.
El vencedor final fou l'eslovè Simon Špilak (Team Katusha) succeint a Rui Costa (Lampre-Merida) després que aquest hagués guanyat les 3 darreres edicions. Špilak va aconseguir la victòria final gràcies al seu bon paper a la contrarellotge de l'última etapa, on va recuperar tot el temps que tenia perdut tant amb Thibaut Pinot (FDJ), l'aleshores líder de la carrera, com amb Geraint Thomas (Team Sky) que ocupava la segona posició.
Finalment el podi el van completar Geraint Thomas (Team Sky) i Tom Dumoulin (Giant-Shimano). La classificació de la muntanya fou per l'austríac Stefan Denifl (IAM Cycling), mentre que l'eslovac Peter Sagan (Team Tinkoff-Saxo) s'endugué la classificació dels punts. L'equip Team Sky s'endugué la classificació per equips.

## Equips participants
En la Volta a Suïssa, en tant, que prova World Tour, hi participen els 17 equips World Tour. A banda, l'organització va fer públic dos equips convidats.
| Núm.  | Codi | Equip               |
| ----- | ---- | ------------------- |
| 1-8   | LAM  | Lampre-Merida       |
| 11-18 | TFR  | Trek Factory Racing |
| 21-28 | IAM  | IAM Cycling         |
| 31-38 | BMC  | BMC Racing Team     |
| 41-48 | TCS  | Team Tinkoff-Saxo   |
| 51-58 | SKY  | Team Sky            |
| 61-68 | TLJ  | Team LottoNL-Jumbo  |
| 71-78 | KAT  | Team Katusha        |
| 81-88 | TGA  | Team Giant-Alpecin  |
| 91-98 | TCG  | Cannondale-Garmin   |

| Núm.    | Codi | Equip                 |
| ------- | ---- | --------------------- |
| 101-108 | OGE  | Orica-GreenEDGE       |
| 111-118 | MOV  | Movistar Team         |
| 121-128 | LTS  | Lotto Soudal          |
| 131-138 | FDJ  | FDJ                   |
| 141-148 | EQS  | Etixx-Quick Step      |
| 151-158 | AST  | Astana Qazaqstan Team |
| 161-168 | ALM  | AG2R La Mondiale      |
| 171-178 | CCC  | CCC Sprandi Polkowice |
| 181-188 | WGG  | Wanty-Groupe Gobert   |

## Etapes
| Etapa    | Data       | Recorregut                      |                           | Km    | Vencedor d'etapa         | Líder de la general |
| -------- | ---------- | ------------------------------- | ------------------------- | ----- | ------------------------ | ------------------- |
| 1a etapa | 13 de juny | Risch-Rotkreuz - Risch-Rotkreuz | contrarellotge individual | 5,1   | Tom Dumoulin (NED)       | Tom Dumoulin (NED)  |
| 2a etapa | 14 de juny | Risch-Rotkreuz - Risch-Rotkreuz | Etapa de muntanya         | 161,1 | Kristijan Đurasek (CRO)  | Tom Dumoulin (NED)  |
| 3a etapa | 15 de juny | Brunnen Quinto - Olivone        | Etapa de mitja muntanya   | 117,3 | Peter Sagan (SVK)        | Tom Dumoulin (NED)  |
| 4a etapa | 16 de juny | Flims - Schwarzenbach           | Etapa de mitja muntanya   | 193,2 | Michael Matthews (AUS)   | Tom Dumoulin (NED)  |
| 5a etapa | 17 de juny | Unterterzen - Sölden (Àustria)  | Etapa de muntanya         | 237,3 | Thibaut Pinot (FRA)      | Thibaut Pinot (FRA) |
| 6a etapa | 18 de juny | Wil - Biel/Bienne               | Etapa plana               | 193,1 | Peter Sagan (SVK)        | Thibaut Pinot (FRA) |
| 7a etapa | 19 de juny | Biel/Bienne - Düdingen          | Etapa plana               | 160,0 | Alexander Kristoff (NOR) | Thibaut Pinot (FRA) |
| 8a etapa | 20 de juny | Berna - Berna                   | Etapa de mitja muntanya   | 152,5 | Aleksei Lutsenko (KAZ)   | Thibaut Pinot (FRA) |
| 9a etapa | 21 de juny | Berna - Berna                   | contrarellotge individual | 38,4  | Tom Dumoulin (NED)       | Simon Špilak (SLO)  |

### 1a etapa

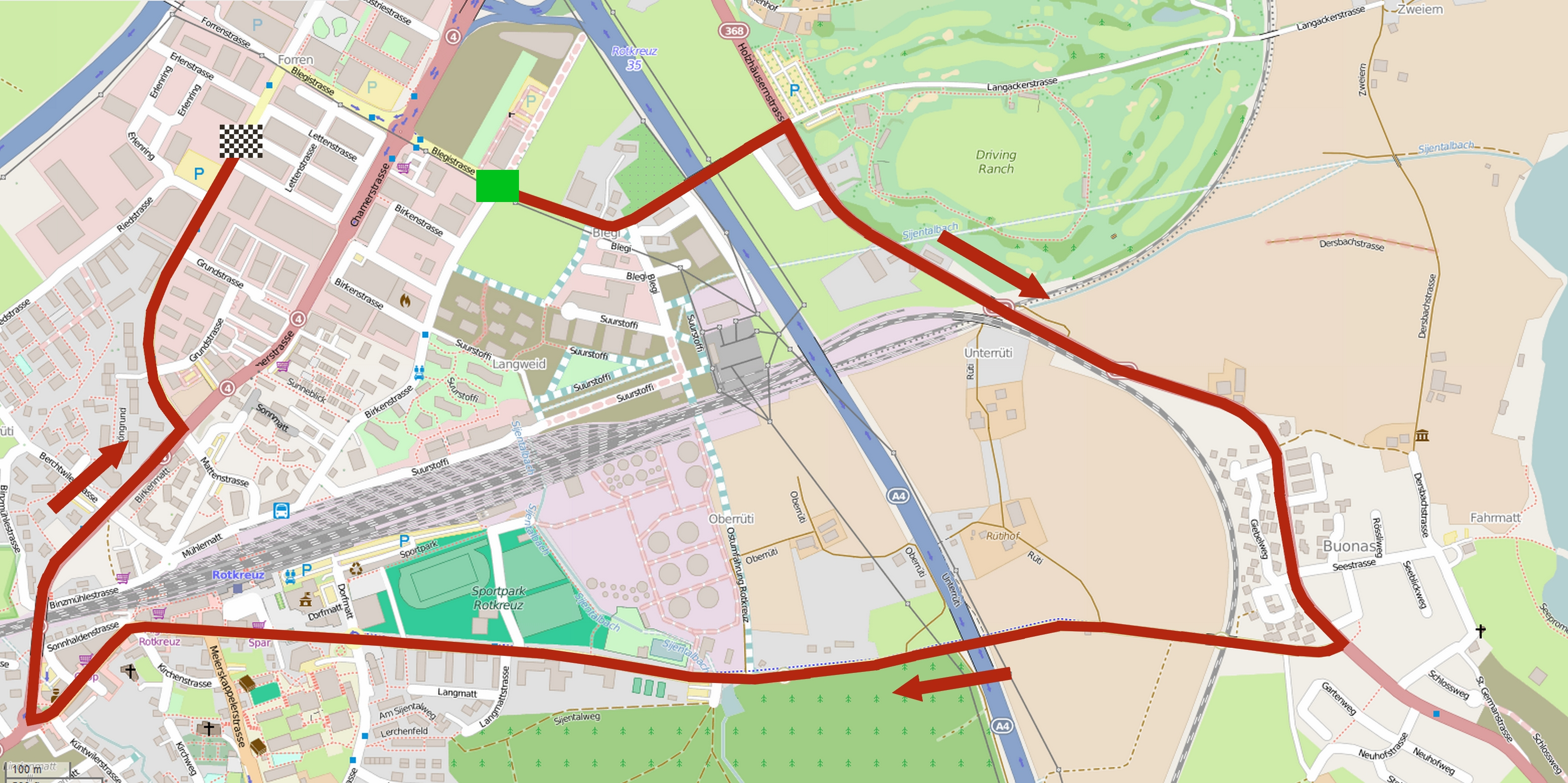

13 de juny. Risch-Rotkreuz - Risch-Rotkreuz, 5,1 km (contrarellotge individual)
Curt pròleg inicial, amb un primer sector ondulat i la segona part totalment plana. L'etapa fou guanyada per Tom Dumoulin (Team Giant-Alpecin), amb dos segons d'avantatge sobre el gran favorit, el suís Fabian Cancellara (Trek Factory Racing).
|    | Ciclista                | Equip               | Temps  |
| -- | ----------------------- | ------------------- | ------ |
| 1  | Tom Dumoulin (NED)      | Team Giant-Alpecin  | 5' 41" |
| 2  | Fabian Cancellara (SUI) | Trek Factory Racing | + 2"   |
| 3  | Matthias Brändle (AUT)  | IAM Cycling         | + 4"   |
| 4  | Peter Sagan (SVK)       | Team Tinkoff-Saxo   | + 5"   |
| 5  | Steve Morabito (SUI)    | FDJ                 | + 5"   |
| 6  | Greg Van Avermaet (BEL) | BMC Racing Team     | + 5"   |
| 7  | Cameron Meyer (AUS)     | Orica-GreenEDGE     | + 6"   |
| 8  | Ion Izagirre (ESP)      | Movistar Team       | + 6"   |
| 9  | Adriano Malori (ITA)    | Movistar Team       | + 6"   |
| 10 | Geraint Thomas (GBR)    | Team Sky            | + 7"   |

|    | Ciclista                | Equip               | Temps  |
| -- | ----------------------- | ------------------- | ------ |
| 1  | Tom Dumoulin (NED)      | Team Giant-Alpecin  | 5' 41" |
| 2  | Fabian Cancellara (SUI) | Trek Factory Racing | + 2"   |
| 3  | Matthias Brändle (AUT)  | IAM Cycling         | + 4"   |
| 4  | Peter Sagan (SVK)       | Team Tinkoff-Saxo   | + 5"   |
| 5  | Steve Morabito (SUI)    | FDJ                 | + 5"   |
| 6  | Greg Van Avermaet (BEL) | BMC Racing Team     | + 5"   |
| 7  | Cameron Meyer (AUS)     | Orica-GreenEDGE     | + 6"   |
| 8  | Ion Izagirre (ESP)      | Movistar Team       | + 6"   |
| 9  | Adriano Malori (ITA)    | Movistar Team       | + 6"   |
| 10 | Geraint Thomas (GBR)    | Team Sky            | + 7"   |

### 2a etapa
14 de juny. Risch-Rotkreuz - Risch-Rotkreuz, 161,1 km
Etapa amb dos circuits al qual es feien dues voltes. En el primer, de 58,6 km hi ha un port de segona que s'haurà de pujar en dues ocasions, i en el darrer, de 22,4 hi ha el curt però dur port de Michaelskreuz, amb 4 km al 8,9%, que també es puja en dues ocasions, la darrera de les quals a tan sols 12,4 quilòmetres per l'arribada.
L'etapa va ser molt moguda, amb una escapada formada per quatre ciclistes que es va formar al quilòmetre 38 i que va arribar a tenir poc més de tres minuts sobre el gran, abans de ser neutralitzats durant la darrera ascensió del dia. En aquest port es va produir un atac per part de nou corredors i en què el líder també s'hi va posar tot defensant la seva posició a la general. Quan tot semblava que es jugarien la victòria a l'esprint Kristijan Đurasek va sorprendre als seus companys d'escapada i va llançar un dur atac que no va ser respost per ningú que li va permetre guanyar l'etapa.
|    | Ciclista                 | Equip                 | Temps      |
| -- | ------------------------ | --------------------- | ---------- |
| 1  | Kristijan Đurasek (CRO)  | Lampre-Merida         | 3h 36' 52" |
| 2  | Daniel Moreno (ESP)      | Team Katusha          | + 4"       |
| 3  | Julián Arredondo (COL)   | Trek Factory Racing   | + 4"       |
| 4  | Thibaut Pinot (FRA)      | FDJ                   | + 4"       |
| 5  | Geraint Thomas (GBR)     | Team Sky              | + 4"       |
| 6  | Simon Spilak (SLO)       | Team Katusha          | + 4"       |
| 7  | Miguel Ángel López (COL) | Astana Qazaqstan Team | + 4"       |
| 8  | Jakob Fuglsang (DEN)     | Astana Qazaqstan Team | + 4"       |
| 9  | Tom Dumoulin (NED)       | Team Giant-Alpecin    | + 4"       |
| 10 | Peter Sagan (SVK)        | Team Tinkoff-Saxo     | + 14"      |

|    | Ciclista                | Equip                 | Temps      |
| -- | ----------------------- | --------------------- | ---------- |
| 1  | Tom Dumoulin (NED)      | Team Giant-Alpecin    | 3h 42' 37" |
| 2  | Geraint Thomas (GBR)    | Team Sky              | + 7"       |
| 3  | Daniel Moreno (ESP)     | Team Katusha          | + 11"      |
| 4  | Jakob Fuglsang (DEN)    | Astana Qazaqstan Team | + 14"      |
| 5  | Peter Sagan (SVK)       | Team Tinkoff-Saxo     | + 15"      |
| 6  | Steve Morabito (SUI)    | FDJ                   | + 15"      |
| 7  | Thibaut Pinot (FRA)     | FDJ                   | + 16"      |
| 8  | Kristijan Đurasek (CRO) | Lampre-Merida         | + 18"      |
| 9  | Bob Jungels (LUX)       | Trek Factory Racing   | + 19"      |
| 10 | Simon Spilak (SLO)      | Team Katusha          | + 19"      |

### 3a etapa
15 de juny. Quinto - Olivone, 117,3 km
L'etapa es va modificar pocs dies abans de la seva disputa per culpa d'un esllavissament de terres. Amb el nou recorregut, més curt, l'etapa comença amb la llarga ascensió al pas del Sant Gotard, de categoria especial, per tot seguit iniciar un llarg descens i uns falsos plans abans d'afrontar les dues darreres dificultats muntanyoses, de segona i tercera categoria, la darrera de les quals a tan sols 6 quilòmetres per l'arribada.
Durant l'ascensió al pas del Sant Gotard es forma una escapada formada per Stefan Denifl (IAM Cycling) i Marco Marcato (Wanty-Groupe Gobert), que van coronar el port amb 3' 20" sobre el gran grup. En el descens se'ls uní Branislau Samoilau (CCC Sprandi Polkowice) i la diferència augmentà fins a més de 6'. Això va fer que tant el Team Giant-Alpecin com el Team Tinkoff-Saxo imprimissin un fort ritme per tal de neutralitzar-los. A manca de 30 km encara mantenien 4' 30", però en iniciar el port de segona ja era de poc més d'un minut. Finalment foren neutralitzats a poc menys de 9 km per l'arribada. A partir d'aquell punt es van produir nombrosos atacs, però finalment Peter Sagan va aconseguir la victòria a l'esprint.
|    | Ciclista                 | Equip                 | Temps      |
| -- | ------------------------ | --------------------- | ---------- |
| 1  | Peter Sagan (SVK)        | Team Tinkoff-Saxo     | 3h 00' 35" |
| 2  | Daniel Moreno (ESP)      | Team Katusha          | m. t.      |
| 3  | Thibaut Pinot (FRA)      | FDJ                   | m. t.      |
| 4  | Julián Arredondo (COL)   | Trek Factory Racing   | m. t.      |
| 5  | Tom Dumoulin (NED)       | Team Giant-Alpecin    | m. t.      |
| 6  | Geraint Thomas (GBR)     | Team Sky              | m. t.      |
| 7  | Jakob Fuglsang (DEN)     | Astana Qazaqstan Team | m. t.      |
| 8  | Esteban Chaves (COL)     | Orica-GreenEDGE       | m. t.      |
| 9  | Sergio Henao (COL)       | Team Sky              | m. t.      |
| 10 | José Joaquín Rojas (ESP) | Movistar Team         | m. t.      |

|    | Ciclista                | Equip                 | Temps      |
| -- | ----------------------- | --------------------- | ---------- |
| 1  | Tom Dumoulin (NED)      | Team Giant-Alpecin    | 6h 43' 12" |
| 2  | Daniel Moreno (ESP)     | Team Katusha          | + 5"       |
| 3  | Peter Sagan (SVK)       | Team Tinkoff-Saxo     | + 5"       |
| 4  | Geraint Thomas (GBR)    | Team Sky              | + 7"       |
| 5  | Thibaut Pinot (FRA)     | FDJ                   | + 12"      |
| 6  | Jakob Fuglsang (DEN)    | Astana Qazaqstan Team | + 14"      |
| 7  | Steve Morabito (SUI)    | FDJ                   | + 15"      |
| 8  | Kristijan Đurasek (CRO) | Lampre-Merida         | + 18"      |
| 9  | Bob Jungels (LUX)       | Trek Factory Racing   | + 19"      |
| 10 | Simon Spilak (SLO)      | Team Katusha          | + 19"      |

### 4a etapa
16 de juny. Flims - Schwarzenbach, 193,2 km
Etapa de mitja muntanya, amb uns primers 60 km en lleuger descens fins a afrontar l'ascensió al Wildhaus Pass. En la part final es fa un circuit en el qual hi ha una cota de tercera que hauran de superar en tres ocasions.
En els primers quilòmetres d'etapa es forma una escapada formada per Davide Malacarne (Astana Qazaqstan Team), Thomas De Gendt (Lotto Soudal), Stijn Devolder (Trek Factory Racing), Alex Howes (Cannondale-Garmin) i Frederik Backaert (Wanty-Groupe Gobert). El gran grup no els va permetre obtenir més de tres minuts i foren neutralitzats després del primer pas per la línia d'arribada. En el revirat circuit final la majoria d'esprintadors van perdre contacte amb el grup principal davant el fort ritme imposat per l'Orica-GreenEDGE. En l'esprint final Michael Matthews superà clarament a Peter Sagan, el qual quedà igualat a temps amb el líder Tom Dumoulin gràcies a les bonificacions.
|    | Ciclista                | Equip               | Temps      |
| -- | ----------------------- | ------------------- | ---------- |
| 1  | Michael Matthews (AUS)  | Orica-GreenEDGE     | 4h 36' 00" |
| 2  | Peter Sagan (SVK)       | Team Tinkoff-Saxo   | m. t.      |
| 3  | Greg Van Avermaet (BEL) | BMC Racing Team     | m. t.      |
| 4  | John Degenkolb (GER)    | Team Giant-Alpecin  | m. t.      |
| 5  | Jasper Stuyven (BEL)    | Trek Factory Racing | m. t.      |
| 6  | Daniel Moreno (ESP)     | Team Katusha        | m. t.      |
| 7  | Silvan Dillier (SUI)    | BMC Racing Team     | m. t.      |
| 8  | Thibaut Pinot (FRA)     | FDJ                 | m. t.      |
| 9  | Matteo Trentin (ITA)    | Etixx-Quick Step    | m. t.      |
| 10 | Robert Gesink (NED)     | Team LottoNL-Jumbo  | m. t.      |

|    | Ciclista                | Equip                 | Temps       |
| -- | ----------------------- | --------------------- | ----------- |
| 1  | Tom Dumoulin (NED)      | Team Giant-Alpecin    | 11h 19' 08" |
| 2  | Peter Sagan (SVK)       | Team Tinkoff-Saxo     | m. t.       |
| 3  | Daniel Moreno (ESP)     | Team Katusha          | + 8"        |
| 4  | Geraint Thomas (GBR)    | Team Sky              | + 9"        |
| 5  | Thibaut Pinot (FRA)     | FDJ                   | + 15"       |
| 6  | Jakob Fuglsang (DEN)    | Astana Qazaqstan Team | + 17"       |
| 7  | Steve Morabito (SUI)    | FDJ                   | + 18"       |
| 8  | Kristijan Đurasek (CRO) | Lampre-Merida         | + 18"       |
| 9  | Bob Jungels (LUX)       | Trek Factory Racing   | + 22"       |
| 10 | Simon Spilak (SLO)      | Team Katusha          | + 22"       |

### 5a etapa
17 de juny. Unterterzen - Sölden (Àustria), 237,3 km
|    | Ciclista                 | Equip                 | Temps      |
| -- | ------------------------ | --------------------- | ---------- |
| 1  | Thibaut Pinot (FRA)      | FDJ                   | 6h 22' 47" |
| 2  | Domenico Pozzovivo (ITA) | AG2R La Mondiale      | + 34"      |
| 3  | Simon Spilak (SLO)       | Team Katusha          | + 37"      |
| 4  | Miguel Ángel López (COL) | Astana Qazaqstan Team | + 43"      |
| 5  | Geraint Thomas (GBR)     | Team Sky              | + 43"      |
| 6  | Jakob Fuglsang (DEN)     | Astana Qazaqstan Team | + 1' 15"   |
| 7  | Jan Hirt (CZE)           | CCC Sprandi Polkowice | + 1' 18"   |
| 8  | Sergio Henao (COL)       | Team Sky              | + 1' 29"   |
| 9  | Stefan Denifl (AUT)      | IAM Cycling           | + 1' 31"   |
| 10 | Tom Dumoulin (NED)       | Team Giant-Alpecin    | + 1' 37"   |

|    | Ciclista                    | Equip                 | Temps       |
| -- | --------------------------- | --------------------- | ----------- |
| 1  | Thibaut Pinot (FRA)         | FDJ                   | 17h 42' 01" |
| 2  | Geraint Thomas (GBR)        | Team Sky              | + 47"       |
| 3  | Simon Spilak (SLO)          | Team Katusha          | + 50"       |
| 4  | Domenico Pozzovivo (ITA)    | AG2R La Mondiale      | + 55"       |
| 5  | Miguel Ángel López (COL)    | Astana Qazaqstan Team | + 1' 07"    |
| 6  | Jakob Fuglsang (DEN)        | Astana Qazaqstan Team | + 1' 27"    |
| 7  | Tom Dumoulin (NED)          | Team Giant-Alpecin    | + 1' 32"    |
| 8  | Steve Morabito (SUI)        | FDJ                   | + 2' 29"    |
| 9  | Sébastien Reichenbach (SUI) | IAM Cycling           | + 2' 43"    |
| 10 | Sergio Henao (COL)          | Team Sky              | + 2' 46"    |

### 6a etapa
18 de juny. Wil - Biel/Bienne, 193,1 km
|    | Ciclista                  | Equip                 | Temps      |
| -- | ------------------------- | --------------------- | ---------- |
| 1  | Peter Sagan (SVK)         | Team Tinkoff-Saxo     | 4h 34' 43" |
| 2  | Jurgen Roelandts (BEL)    | Lotto Soudal          | m. t.      |
| 3  | Alexander Kristoff (NOR)  | Team Katusha          | m. t.      |
| 4  | Jean-Pierre Drucker (LUX) | BMC Racing Team       | m. t.      |
| 5  | Daniele Bennati (ITA)     | Team Tinkoff-Saxo     | m. t.      |
| 6  | Mark Cavendish (GBR)      | Etixx-Quick Step      | + 2"       |
| 7  | Tom Van Asbroeck (BEL)    | Lotto Soudal          | + 2"       |
| 8  | Alexey Lutsenko (KAZ)     | Astana Qazaqstan Team | + 2"       |
| 9  | Borut Bozic (SLO)         | Astana Qazaqstan Team | + 2"       |
| 10 | Jakob Fuglsang (DEN)      | Astana Qazaqstan Team | + 2"       |

|    | Ciclista                    | Equip                 | Temps       |
| -- | --------------------------- | --------------------- | ----------- |
| 1  | Thibaut Pinot (FRA)         | FDJ                   | 22h 16' 51" |
| 2  | Geraint Thomas (GBR)        | Team Sky              | + 42"       |
| 3  | Simon Spilak (SLO)          | Team Katusha          | + 50"       |
| 4  | Domenico Pozzovivo (ITA)    | AG2R La Mondiale      | + 55"       |
| 5  | Miguel Ángel López (COL)    | Astana Qazaqstan Team | + 1' 07"    |
| 6  | Jakob Fuglsang (DEN)        | Astana Qazaqstan Team | + 1' 22"    |
| 7  | Tom Dumoulin (NED)          | Team Giant-Alpecin    | + 1' 32"    |
| 8  | Steve Morabito (SUI)        | FDJ                   | + 2' 29"    |
| 9  | Sébastien Reichenbach (SUI) | IAM Cycling           | + 2' 43"    |
| 10 | Sergio Henao (COL)          | Team Sky              | + 2' 46"    |

### 7a etapa
19 de juny. Biel/Bienne - Düdingen, 160 km
|    | Ciclista                 | Equip               | Temps      |
| -- | ------------------------ | ------------------- | ---------- |
| 1  | Alexander Kristoff (NOR) | Team Katusha        | 3h 38' 07" |
| 2  | Peter Sagan (SVK)        | Team Tinkoff-Saxo   | m. t.      |
| 3  | Davide Cimolai (ITA)     | Lampre-Merida       | m. t.      |
| 4  | Greg Van Avermaet (BEL)  | BMC Racing Team     | m. t.      |
| 5  | Arnaud Démare (FRA)      | FDJ                 | m. t.      |
| 6  | Jurgen Roelandts (BEL)   | Lotto Soudal        | m. t.      |
| 7  | Sep Vanmarcke (BEL)      | Team LottoNL-Jumbo  | m. t.      |
| 8  | Michael Albasini (SUI)   | Orica-GreenEDGE     | m. t.      |
| 9  | Marco Marcato (ITA)      | Wanty-Groupe Gobert | m. t.      |
| 10 | José Joaquín Rojas (ESP) | Movistar Team       | m. t.      |

|    | Ciclista                    | Equip                 | Temps       |
| -- | --------------------------- | --------------------- | ----------- |
| 1  | Thibaut Pinot (FRA)         | FDJ                   | 25h 54' 58" |
| 2  | Geraint Thomas (GBR)        | Team Sky              | + 37"       |
| 3  | Domenico Pozzovivo (ITA)    | AG2R La Mondiale      | + 50"       |
| 4  | Simon Spilak (SLO)          | Team Katusha          | + 50"       |
| 5  | Miguel Ángel López (COL)    | Astana Qazaqstan Team | + 1' 07"    |
| 6  | Jakob Fuglsang (DEN)        | Astana Qazaqstan Team | + 1' 22"    |
| 7  | Tom Dumoulin (NED)          | Team Giant-Alpecin    | + 1' 27"    |
| 8  | Steve Morabito (SUI)        | FDJ                   | + 2' 29"    |
| 9  | Sébastien Reichenbach (SUI) | IAM Cycling           | + 2' 43"    |
| 10 | Sergio Henao (COL)          | Team Sky              | + 2' 46"    |

### 8a etapa
20 de juny. Berna - Berna, 152,5 km
|    | Ciclista               | Equip                 | Temps      |
| -- | ---------------------- | --------------------- | ---------- |
| 1  | Alexey Lutsenko (KAZ)  | Astana Qazaqstan Team | 3h 28' 11" |
| 2  | Jan Bakelandts (BEL)   | AG2R La Mondiale      | + 1"       |
| 3  | Warren Barguil (FRA)   | Team Giant-Alpecin    | + 17"      |
| 4  | Marco Haller (AUT)     | Team Katusha          | + 22"      |
| 5  | Daniele Bennati (ITA)  | Team Tinkoff-Saxo     | + 22"      |
| 6  | Michael Albasini (SUI) | Orica-GreenEDGE       | + 22"      |
| 7  | Matteo Trentin (ITA)   | Etixx-Quick Step      | + 22"      |
| 8  | Danilo Wyss (SUI)      | BMC Racing Team       | + 22"      |
| 9  | Winner Anacona (COL)   | Movistar Team         | + 22"      |
| 10 | Stijn Devolder (BEL)   | Trek Factory Racing   | + 22"      |

|    | Ciclista                    | Equip                 | Temps       |
| -- | --------------------------- | --------------------- | ----------- |
| 1  | Thibaut Pinot (FRA)         | FDJ                   | 29h 25' 28" |
| 2  | Geraint Thomas (GBR)        | Team Sky              | + 34"       |
| 3  | Simon Spilak (SLO)          | Team Katusha          | + 47"       |
| 4  | Domenico Pozzovivo (ITA)    | AG2R La Mondiale      | + 50"       |
| 5  | Miguel Ángel López (COL)    | Astana Qazaqstan Team | + 1' 14"    |
| 6  | Tom Dumoulin (NED)          | Team Giant-Alpecin    | + 1' 24"    |
| 7  | Steve Morabito (SUI)        | FDJ                   | + 2' 29"    |
| 8  | Sébastien Reichenbach (SUI) | IAM Cycling           | + 2' 43"    |
| 9  | Sergio Henao (COL)          | Team Sky              | + 2' 46"    |
| 10 | Warren Barguil (FRA)        | Team Giant-Alpecin    | + 2' 51"    |

### 9a etapa
21 de juny. Berna - Berna, 38,4 km (contrarellotge individual)
|    | Ciclista                | Equip               | Temps    |
| -- | ----------------------- | ------------------- | -------- |
| 1  | Tom Dumoulin (NED)      | Team Giant-Alpecin  | 48' 36"  |
| 2  | Simon Spilak (SLO)      | Team Katusha        | + 18"    |
| 3  | Fabian Cancellara (SUI) | Trek Factory Racing | + 19"    |
| 4  | Adriano Malori (ITA)    | Movistar Team       | + 34"    |
| 5  | Geraint Thomas (GBR)    | Team Sky            | + 36"    |
| 6  | Bob Jungels (LUX)       | Trek Factory Racing | + 41"    |
| 7  | Jérôme Coppel (FRA)     | IAM Cycling         | + 44"    |
| 8  | Cameron Meyer (AUS)     | Orica-GreenEDGE     | + 1' 07" |
| 9  | Rafał Majka (POL)       | Team Tinkoff-Saxo   | + 1' 26" |
| 10 | Robert Gesink (NED)     | Team LottoNL-Jumbo  | + 1' 32" |

|    | Ciclista                 | Equip                 | Temps       |
| -- | ------------------------ | --------------------- | ----------- |
| 1  | Simon Spilak (SLO)       | Team Katusha          | 30h 15' 09" |
| 2  | Geraint Thomas (GBR)     | Team Sky              | + 5"        |
| 3  | Tom Dumoulin (NED)       | Team Giant-Alpecin    | + 19"       |
| 4  | Thibaut Pinot (FRA)      | FDJ                   | + 45"       |
| 5  | Domenico Pozzovivo (ITA) | AG2R La Mondiale      | + 2' 21"    |
| 6  | Bob Jungels (LUX)        | Trek Factory Racing   | + 2' 58"    |
| 7  | Miguel Ángel López (COL) | Astana Qazaqstan Team | + 3' 06"    |
| 8  | Steve Morabito (SUI)     | FDJ                   | + 3' 17"    |
| 9  | Robert Gesink (NED)      | Team LottoNL-Jumbo    | + 3' 19"    |
| 10 | Rafał Majka (POL)        | Team Tinkoff-Saxo     | + 3' 20"    |

## Classificacions finals

### Classificació general
|    | Ciclista                 | Equip                 | Temps       |
| -- | ------------------------ | --------------------- | ----------- |
| 1  | Simon Spilak (SLO)       | Team Katusha          | 30h 15' 09" |
| 2  | Geraint Thomas (GBR)     | Team Sky              | + 5"        |
| 3  | Tom Dumoulin (NED)       | Team Giant-Alpecin    | + 19"       |
| 4  | Thibaut Pinot (FRA)      | FDJ                   | + 45"       |
| 5  | Domenico Pozzovivo (ITA) | AG2R La Mondiale      | + 2' 21"    |
| 6  | Bob Jungels (LUX)        | Trek Factory Racing   | + 2' 58"    |
| 7  | Miguel Ángel López (COL) | Astana Qazaqstan Team | + 3' 06"    |
| 8  | Steve Morabito (SUI)     | FDJ                   | + 3' 17"    |
| 9  | Robert Gesink (NED)      | Team LottoNL-Jumbo    | + 3' 19"    |
| 10 | Rafał Majka (POL)        | Team Tinkoff-Saxo     | + 3' 20"    |

|   | Ciclista               | Equip                 | Punts |
| - | ---------------------- | --------------------- | ----- |
| 1 | Peter Sagan (SVK)      | Team Tinkoff-Saxo     | 43    |
| 2 | Tom Dumoulin (NED)     | Team Giant-Alpecin    | 28    |
| 3 | Alexey Lutsenko (KAZ)  | Astana Qazaqstan Team | 23    |
| 4 | Thibaut Pinot (FRA)    | FDJ                   | 20    |
| 5 | Jürgen Roelandts (BEL) | Lotto Soudal          | 20    |

|   | Ciclista              | Equip           | Punts |
| - | --------------------- | --------------- | ----- |
| 1 | Stefan Denifl (AUT)   | IAM Cycling     | 63    |
| 2 | Thomas De Gendt (BEL) | Lotto Soudal    | 33    |
| 3 | Thibaut Pinot (FRA)   | FDJ             | 22    |
| 4 | Luka Pibernik (SLO)   | Lampre-Merida   | 22    |
| 5 | Daryl Impey (RSA)     | Orica-GreenEDGE | 21    |

### Classificació per equips
| # | Equip                 | Temps       |
| - | --------------------- | ----------- |
| 1 | Team Sky              | 90h 55' 38" |
| 2 | Trek Factory Racing   | + 11' 49"   |
| 3 | IAM Cycling           | + 15' 08"   |
| 4 | Astana Qazaqstan Team | + 18' 43"   |
| 5 | BMC Racing Team       | + 22' 33"   |

### UCI World Tour
La Volta a Suïssa atorga punts per l'UCI World Tour 2015 sols als ciclistes dels equips de categoria ProTeam.
| Posició               | 1r  | 2n | 3r | 4t | 5è | 6è | 7è | 8è | 9è | 10è |
| Classificació general | 100 | 80 | 70 | 60 | 50 | 40 | 30 | 20 | 10 | 4   |
| Per etapa             | 6   | 4  | 2  | 1  | 1  |    |    |    |    |     |

| #  | Ciclista                 | Equip                 | Punts |
| -- | ------------------------ | --------------------- | ----- |
| 1  | Simon Špilak (SLO)       | Team Katusha          | 106   |
| 2  | Tom Dumoulin (NED)       | Team Giant-Alpecin    | 83    |
| 2  | Geraint Thomas (GBR)     | Team Sky              | 83    |
| 4  | Thibaut Pinot (FRA)      | FDJ                   | 69    |
| 5  | Domenico Pozzovivo (ITA) | AG2R La Mondiale      | 54    |
| 6  | Bob Jungels (LUX)        | Trek Factory Racing]  | 40    |
| 7  | Miguel Ángel López (COL) | Astana Qazaqstan Team | 31    |
| 8  | Steve Morabito (SUI)     | FDJ                   | 21    |
| 8  | Peter Sagan (SVK)        | Team Tinkoff-Saxo     | 21    |
| 10 | Robert Gesink (NED)      | Team LottoNL-Jumbo    | 10    |

## Evolució de les classificacions
| Etapa | Vencedor           | Classificació general | Classificació de la muntanya | Classificació dels punts | Classificació per equips |
| ----- | ------------------ | --------------------- | ---------------------------- | ------------------------ | ------------------------ |
| 1     | Tom Dumoulin       | Tom Dumoulin          | no entregat                  | Tom Dumoulin             | IAM Cycling              |
| 2     | Kristijan Đurasek  | Tom Dumoulin          | Luka Pibernik                | Tom Dumoulin             | Astana Qazaqstan Team    |
| 3     | Peter Sagan        | Tom Dumoulin          | Stefan Denifl                | Daniel Moreno            | Team Sky                 |
| 4     | Michael Matthews   | Tom Dumoulin          | Stefan Denifl                | Peter Sagan              | Astana Qazaqstan Team    |
| 5     | Thibaut Pinot      | Thibaut Pinot         | Stefan Denifl                | Peter Sagan              | Team Sky                 |
| 6     | Peter Sagan        | Thibaut Pinot         | Stefan Denifl                | Peter Sagan              | Team Sky                 |
| 7     | Alexander Kristoff | Thibaut Pinot         | Stefan Denifl                | Peter Sagan              | Team Sky                 |
| 8     | Aleksei Lutsenko   | Thibaut Pinot         | Stefan Denifl                | Peter Sagan              | Team Sky                 |
| 9     | Tom Dumoulin       | Simon Špilak          | Stefan Denifl                | Peter Sagan              | Team Sky                 |
| Final | Final              | Simon Špilak          | Stefan Denifl                | Peter Sagan              | Team Sky                 |